# Фернандињо
Фернандо Луиз Роза (порт. Fernando Luiz Roza; Лондрина, 4. мај 1985) је бразилски фудбалер.
Тренутно игра за Атлетико Паранаинсе.
Своју каријеру започео је у бразилском клубу Атлетико Паранаинсе, 2002. године. Након три године прешао је у Шахтар Доњецк. У Манчестер сити прешао је 2013. године.

## Трофеји

### Атлетико Паранаинсе
- Лига Паранаинсе (2) : 2002, 2005.
- Куп Парана (1) : 2003.

### Шахтар Доњецк
- Првенство Украјине (6) : 2005/06, 2007/08, 2009/10, 2010/11, 2011/12, 2012/13.
- Куп Украјине (4) : 2007/08, 2010/11, 2011/12, 2012/13.
- Суперкуп Украјине (3) : 2008, 2010, 2012.
- Куп УЕФА (1) : 2008/09.

### Манчестер сити
- Премијер лига (5) : 2013/14, 2017/18, 2018/19, 2020/21, 2021/22.
- ФА куп (1) : 2018/19.
- Лига куп Енглеске (6) : 2013/14, 2015/16, 2017/18, 2018/19, 2019/20, 2020/21.
- ФА Комјунити шилд (1) : 2018.

### Репрезентација Бразила
- Светско првенство У 20 (1) : 2003.